# Antonio Petrini
Antonio Petrini (Calavino, 1620 circa – Würzburg, 8 aprile 1701) è stato un architetto italiano.

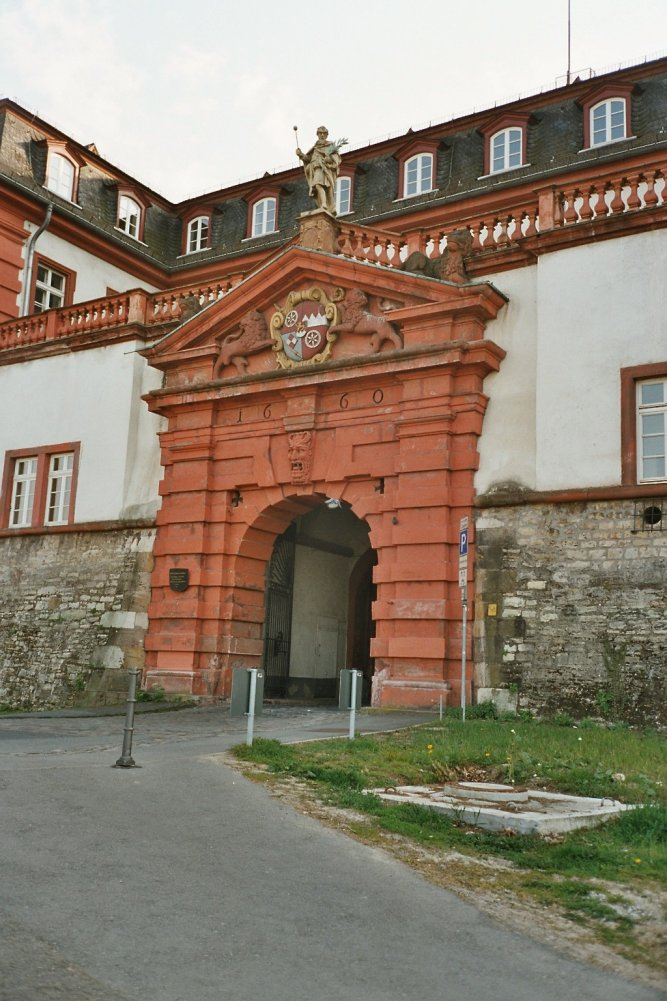
Traversa principale della cittadella di Magonza

Lavorò in Franconia. Petrini ha coniugato il barocco italiano col Rinascimento tedesco e così inventò il barocco della Franconia. Collaborò alla erezione di numerose chiese e edifici profani in Würzburg, Kitzingen, Magonza e in altri centri.

## Opere importanti
- Juliusspital (= Ospedale Giulio), Würzburg, 1699-1701
- Universitätskirche (= Chiesa dell'università), detta anche Neubaukirche, Würzburg, 1696-1703
- Castello Schloss Seehof (anche chiamato Marquardsburg), Memmelsdorf 1687-1713
- Pieve luterana, Kitzingen, 1686-93
- Stiftskirche (= chiesa del convento) Haug, Würzburg 1670-91
- ex Kollegiatsstiftskirche St. Stephan, Bamberga, 1626-99
- Parti della cittadella Petersberg a Erfurt, Turingia
- Portale sul lato renano della traversa principale della cittadella di Magonza, 1660